# Rabie Yassin
Rabie Yassin (ar. ربيع ياسين, ur. 7 września 1960 w Bani Suwajf) – egipski piłkarz grający na pozycji lewego obrońcy.

## Kariera klubowa
Przez całą karierę piłkarską Yassin związany był z klubem Al-Ahly Kair. W 1980 roku zadebiutował w jego barwach w pierwszej lidze egipskiej i z czasem stał się jego podstawowym zawodnikiem. W 1981 roku zdobył swój pierwszy Puchar Egiptu oraz wywalczył swoje pierwsze mistrzostwo Egiptu. W 1982 roku zwyciężył z Al-Ahly w Afrykańskiej Lidze Mistrzów (3:0 i 1:1 w finale z Asante Kotoko), a w 1987 roku wygrał ją po raz drugi (0:0 i 2:0 w finale z Al-Hilal Omdurman z Sudanu). W swojej karierze jeszcze pięciokrotnie zostawał mistrzem kraju w latach 1982, 1985-1987 i 1989 oraz sześciokrotnie puchar kraju w latach 1983-85, 1989 i 1991-92. Natomiast w latach 1984-86 sięgnął z Al-Ahly po Afrykański Puchar Zdobywców Pucharów. Karierę piłkarską zakończył w 1993 roku w wieku 33 lat.

## Kariera reprezentacyjna
W reprezentacji Egiptu Yassin zadebiutował 1 października 1982 roku w przegranym 3:5 towarzyskim meczu z Zambią, rozegranym w Kairze. W 1984 roku powołano go do kadry na Puchar Narodów Afryki 1984. Wystąpił w nim w pięciu meczach: grupowych z Kamerunem (1:0), z Wybrzeżem Kości Słoniowej (2:1) i z Togo (0:0), półfinałowym z Nigerią (2:2, k. 7:8) i o 3. miejsce z Algierią (1:3). Z Egiptem ponownie zajął 4. miejsce. W tym samym roku wziął również udział w Igrzyskach Olimpijskich w Los Angeles.
W 1986 roku Yassin wygrał Puchar Narodów Afryki 1986. Zagrał w nim w pięciu meczach: grupowych z Senegalem (0:1), z Wybrzeżem Kości Słoniowej (2:0) i z Mozambikiem (2:0), półfinałowym z Marokiem (1:0) i w finale z Kamerunem (0:0, k: 5:4).
W 1988 roku zagrał w trzech meczach Pucharu Narodów Afryki 1988: grupowych z Kamerunem (0:1), z Kenią (3:0) i z Nigerią (0:0).
W 1990 roku został powołany przez selekcjonera Mahmouda El-Gohary'ego do kadry na Mistrzostwa Świata we Włoszech. Tam był podstawowym zawodnikiem Egiptu i rozegrał 3 spotkania grupowe: z Holandią (1:1), z Irlandią (0:0) i z Anglią (0:1).
W 1992 roku był w kadrze Egiptu na Puchar Narodów Afryki 1992 i zagrał na nim jedynie w grupowym meczu z Ghaną (0:1). Od 1982 do 1992 wystąpił w kadrze narodowej 109 razy i strzelił 1 gola.